# Schemen
Der Schemen ist etwas, das nur undeutlich, schattenhaft oder in schwachen Umrissen erkennbar ist, mitunter eine gespenstische, spukhafte Erscheinung oder ein Trugbild. Das zugehörige Adjektiv lautet schemenhaft. Das Wort kommt vom mittelhochdeutschen schem(e), was ein Schattenbild bezeichnete und ist mit dem Verb scheinen verwandt. 